# كينيث ويلسون
كينيث ويلسون (بالإنجليزية: Kenneth Geddes Wilson)‏ هو فيزيائي أمريكي حاز على جائزة نوبل للفيزياء عام 1982 عن عمله للجمع بين نظرية المجال الكمومية ونظرية الإحصاء للظواهر الحرجة الخاصة بالانتقال الطوري phase transition.
ولد كينيث ويلسون في 8 يونيو 1936، وبدأ التدريس في جامعة كورنيل عام 1963 . كما عمل أستاذا في مختلف الجامعات . منذ 1988 يعمل أستاذا في جامعة أوهايو ويهتم بنطرية المجال الكمومية quantum field theory ومجال الإحصاء الفيزيائي الحرج.

## روابط خارجية
- كينيث ويلسون على موقع الموسوعة البريطانية (الإنجليزية)
- كينيث ويلسون على موقع مونزينجر (الألمانية)
- كينيث ويلسون على موقع إن إن دي بي (الإنجليزية)